# Survivor: Caramoan - Fans versus Favorites
Survivor: Caramoan - Fãs vs Favoritos é a vigésima-sexta temporada do reality show americano Survivor que estreiou em 13 de fevereiro de 2013, com um episódio especial de 90 minutos.
Seleções para o programa começaram em 4 de outubro de 2011 e aproximadamente 800 pessoas foram selecionadas para entrevistas em vários estados americanos. Dentre os semi-finalistas, 10 pessoas foram escolhidas para participar do programa como fãs. As filmagens ocorreram entre maio e junho de 2012.
Similarmente à Survivor: Micronesia, a primeira temporada da franquia a apresentar o nome "Fãs vs Favoritos", essa temporada apresenta uma tribo formada por dez retornantes de temporadas passadas competindo contra uma tribo de dez novos jogadores. Essa foi a oitava temporada a apresentar retornantes.
As filmagens foram realizadas nas ilhas de Caramoan, em Camarines Sur nas Filipinas, mesma localidade usada nas gravações da temporada anterior. As duas tribos iniciais foram nomeadas em referência a duas localidades filipinas: Bikal e Gota. A tribo pós-fusão recebeu o nome de Enil Edam, sugestão do participante Malcolm Freberg que homenageou sua mãe ("Enil Edam" é Madeline ao contrário).
No episódio final, em 12 de maio de 2013, o retornante John Cochran foi revelado como vencedor da temporada, tendo derrotado  Dawn Meehan e Sherri Biethman em uma votação unânime de 8-0-0 votos . Malcolm Freberg foi eleito, pelo público, como o competidor mais popular da temporada e ganhou um prêmio de cem mil dólares derrotando Brenda Lowe por um diferença de 1% nos votos.

## Participantes
- Alexandra "Allie" Pohevitz - 25 anos – Oceanside, Nova Iorque
- Andrea Boehlke - 23 anos – Nova Iorque, Nova Iorque
- Brandon Hantz - 21 anos – Katy, Texas
- Brenda Lowe - 30 anos – Miami, Flórida
- Corinne Kaplan - 33 anos – Los Angeles, Califórnia
- Dawn Meehan - 42 anos – South Jordan, Utah
- Edward "Eddie" Fox - 23 anos – East Brunswick, Nova Jérsei
- Erik Reichenbach - 27 anos – Santa Clarita, Califórnia
- Francesca Hogi - 38 anos – Brooklyn, Nova Iorque
- John Cochran - 25 anos – Washington, Distrito de Columbia
- Julia Landauer - 21 anos – Stanford, Califórnia
- Hope Driskill  - 23 anos – Jefferson City, Missouri
- Laura Alexander - 23 anos – Washington, Distrito de Columbia
- Malcolm Freberg - 25 anos – Hermosa Beach, Califórnia
- Matt Bischoff - 38 anos – Cincinnati, Ohio
- Michael Snow - 44 anos – Nova Iorque, Nova Iorque
- Phillip Sheppard - 54 anos – Santa Monica, Califórnia
- Reynold Toepfer -30 anos – São Francisco, Califórnia
- Shamar Thomas - 27 anos – Brooklyn, Nova Iorque
- Sherri Biethman - 41 anos – Boise, Idaho

## O jogo
| Participante                       | Tribo Original | Tribo Misturada | Tribo Pós-Fusão | Colocação Final                                   | Total de Votos |
| ---------------------------------- | -------------- | --------------- | --------------- | ------------------------------------------------- | -------------- |
| Francesca Hogi Redemption Island   | Bikal          |                 |                 | 1º Eliminado Dia 3                                | 6              |
| Alexandra "Allie" Pohevitz         | Gota           |                 |                 | 2º Eliminado Dia 5                                | 6              |
| Hope Driskill                      | Gota           |                 |                 | 3º Eliminado Dia 7                                | 31             |
| Shamar Thomas                      | Gota           |                 |                 | Removido Devido à Doença Dia 10                   | 72             |
| Laura Alexander                    | Gota           |                 |                 | 4º Eliminado Dia 10                               | 6              |
| Brandon Hantz South Pacific        | Bikal          |                 |                 | 5º Eliminado Dia 13                               | 8              |
| Matt Bischoff                      | Gota           | Bikal           |                 | 6º Eliminado Dia 16                               | 4              |
| Julia Landauer                     | Gota           | Bikal           |                 | 7º Eliminado Dia 19                               | 53             |
| Corinne Kaplan Gabon               | Bikal          | Bikal           | Enil Edam       | 8º Eliminado Dia 22                               | 7              |
| Michael Snow                       | Gota           | Bikal           | Enil Edam       | 9º Eliminado 1º Membro do Júri Dia 25             | 10             |
| Phillip Sheppard Redemption Island | Bikal          | Bikal           | Enil Edam       | 10º Eliminado 2º Membro do Júri Dia 28            | 5              |
| Malcolm Freberg Philippines        | Bikal          | Gota            | Enil Edam       | 11º Eliminado 3º Membro do Júri Dia 30            | 34             |
| Reynold Toepfer                    | Gota           | Gota            | Enil Edam       | 12º Eliminado 4º Membro do Júri Dia 31            | 85             |
| Andrea Boehlke Redemption Island   | Bikal          | Gota            | Enil Edam       | 13º Eliminado 5º Membro do Júri Dia 33            | 13             |
| Brenda Lowe Nicaragua              | Bikal          | Gota            | Enil Edam       | 14º Eliminado 6º Membro do Júri Dia 36            | 5              |
| Erik Reichenbach Micronesia        | Bikal          | Gota            | Enil Edam       | Removido Devido à Doença 7º Membro do Júri Dia 36 | 2              |
| Edward "Eddie" Fox                 | Gota           | Gota            | Enil Edam       | 15º Eliminado 8º Membro do Júri Dia 38            | 126            |
| Sherri Biethman                    | Gota           | Gota            | Enil Edam       | 2º Colocado7                                      | 0              |
| Dawn Meehan South Pacific          | Bikal          | Bikal           | Enil Edam       | 2º Colocado7                                      | 0              |
| John Cochran South Pacific         | Bikal          | Bikal           | Enil Edam       | Último Sobrevivente                               | 0              |

O Total de Votos é o número de votos que o competidor recebeu durante os Conselhos Tribais onde ele era elegível para ser eliminado do jogo. Não inclui os votos recebidos durante o Conselho Tribal Final
↑1  Hope recebeu cinco votos adicionais durante uma votação de desempate.
↑2  Shamar recebeu um voto adicional durante uma votação de desempate.
↑3  Julia recebeu quatro votos adicionais durante uma votação de desempate. 
↑4  Malcolm usou um Ídolo de Imunidade e, portanto, dois votos contra ele não foram contados. Ele recebeu seis votos adicionais durante uma votação de desempate.
↑5  Reynold usou um Ídolo de Imunidade e, portanto, um voto contra ele não foram contados.
↑6  Eddie usou um Ídolo de Imunidade e, portanto, quatro votos contra ele não foram contados.
↑7  Sherri e Dawn receberam a mesma quantidade de votos no Conselho Tribal Final (0 votos cada) e, portanto, foram consideradas empatadas na 2ª colocação.

## Episódios
| 01 | She Annoys Me Greatly (Ela Me Irrita Profundamente)      | Francesca                       | 8,94  | 13 de fevereiro de 2013 |  |  |
|    |                                                          |                                 |       |                         |  |  |
| 02 | Honey Badger (Ratel)                                     | Allie                           | 9,32  | 20 de fevereiro de 2013 |  |  |
|    |                                                          |                                 |       |                         |  |  |
| 03 | There's Gonna Be Hell to Pay (Vai se Tornar um Inferno)  | Hope                            | 9,17  | 27 de fevereiro de 2013 |  |  |
|    |                                                          |                                 |       |                         |  |  |
| 04 | Kill or Be Killed (Matar ou Morrer)                      | Shamar (evacuação médica) Laura | 9,58  | 6 de março de 2013      |  |  |
|    |                                                          |                                 |       |                         |  |  |
| 05 | Persona Non Grata (Persona Non Grata)                    | Brandon                         | 9,89  | 13 de março de 2013     |  |  |
|    |                                                          |                                 |       |                         |  |  |
| 06 | Operation Thunder Dome (Operação Bola de Trovão)         | Matt                            | 9,79  | 20 de março de 2013     |  |  |
|    |                                                          |                                 |       |                         |  |  |
| 07 | Tubby Lunchbox (Lancheira Gorda)                         | Julia                           | 9,43  | 27 de março de 2013     |  |  |
|    |                                                          |                                 |       |                         |  |  |
| 08 | Blindside Time (Hora da Enganação)                       | Corinne                         | 9,25  | 3 de abril de 2013      |  |  |
|    |                                                          |                                 |       |                         |  |  |
| 09 | Cut Off the Head of the Snake (Cortar a Cabeça da Cobra) | Michael                         | 9,38  | 10 de abril de 2013     |  |  |
|    |                                                          |                                 |       |                         |  |  |
| 10 | Zipping Over the Cuckoo’s Nest (Se Livrando dos Malucos) | Phillip                         | 9,99  | 17 de abril de 2013     |  |  |
|    |                                                          |                                 |       |                         |  |  |
| 11 | Come Over to the Dark Side (Venha para o Lado Negro)     | Malcolm                         | 10,31 | 24 de abril de 2013     |  |  |
|    |                                                          |                                 |       |                         |  |  |
| 12 | The Beginning of the End (O Começo do Fim)               | Reynold Andrea                  | 9,25  | 1 de maio de 2013       |  |  |
|    |                                                          |                                 |       |                         |  |  |
| 13 | Don't Say Anything About My Mom (Não Fale da Minha Mãe)  | Brenda                          | 9,51  | 8 de maio de 2013       |  |  |
|    |                                                          |                                 |       |                         |  |  |
| 14 | Last Push (Último Esforço)                               | Erik (evacuação médica) Eddie   | 10,16 | 12 de maio de 2013      |  |  |
|    |                                                          |                                 |       |                         |  |  |
| -  | The Reunion (A Reunião)                                  | Cochran9 Dawn9 Sherri9          | 8,13  | 12 de maio de 2013      |  |  |
|    |                                                          |                                 |       |                         |  |  |

↑9 O nome grafado em vermelho indica que o competidor foi o vencedor da temporada e, portanto, não foi eliminado. Os nomes grafados em verde  indicam que os competidores não foram eliminados e como não receberam nenhum voto para ganhar terminaram empatados na segunda colocação.

## Histórico de Votação
|            | Tribos Originais     | Tribos Originais | Tribos Originais | Tribos Originais | Tribos Originais | Tribos Originais | Tribos Originais  | Tribos Misturadas | Tribos Misturadas | Tribos Misturadas | Tribo Pós-Fusão    | Tribo Pós-Fusão    | Tribo Pós-Fusão   | Tribo Pós-Fusão | Tribo Pós-Fusão   | Tribo Pós-Fusão   | Tribo Pós-Fusão  | Tribo Pós-Fusão  | Tribo Pós-Fusão | Tribo Pós-Fusão | Tribo Pós-Fusão  | Tribo Pós-Fusão | Tribo Pós-Fusão   |
| ---------- | -------------------- | ---------------- | ---------------- | ---------------- | ---------------- | ---------------- | ----------------- | ----------------- | ----------------- | ----------------- | ------------------ | ------------------ | ----------------- | --------------- | ----------------- | ----------------- | ---------------- | ---------------- | --------------- | --------------- | ---------------- | --------------- | ----------------- |
| Episódio:  | 1                    | 2                | 3                | 3                | 4                | 4                | 5                 | 6                 | 7                 | 7                 | 8                  | 9                  | 10                | 11              | 11                | 12                | 12               | 13               | 14              | 14              | Reunião          | Reunião         | Reunião           |
| Eliminado: | Francesca 6/10 votos | Allie 6/10 votos | Empate           | Hope 5/6 votos   | Shamar Sem Votos | Laura 6/6 votos  | Brandon 8/9 votos | Matt 4/7 votos    | Empate            | Julia 4/4 votos   | Corinne 7/12 votos | Michael 7/11 votos | Phillip 4/4 votos | Empate          | Malcolm 6/6 votos | Reynold 4/8 votos | Andrea 3/7 votos | Brenda 3/6 votos | Erik Sem Votos  | Eddie 3/4 votos | Sherri 0/8 votos | Dawn 0/8 votos  | Cochran 8/8 votos |
| Competidor | Voto                 | Voto             | Voto             | Voto             | Voto             | Voto             | Voto              | Voto              | Voto              | Voto              | Voto               | Voto               | Voto              | Voto            | Voto              | Voto              | Voto             | Voto             | Voto            | Voto            | Voto             | Voto            | Voto              |
| Cochran    | Francesca            |                  |                  |                  |                  |                  | Brandon           | Matt              | Michael           | Julia             | Corinne            | Michael            | Malcolm           | Malcolm         | Malcolm           | Eddie             | Eddie            | Brenda           |                 | Eddie           | Voto do Júri     | Voto do Júri    | Voto do Júri      |
| Dawn       | Francesca            |                  |                  |                  |                  |                  | Brandon           | Matt              | Julia             | Julia             | Corinne            | Michael            | Eddie             | Reynold         | Malcolm           | Reynold           | Eddie            | Brenda           |                 | Eddie           | Voto do Júri     | Voto do Júri    | Voto do Júri      |
| Sherri     |                      | Allie            | Hope             | Hope             |                  | Laura            |                   |                   |                   |                   | Corinne            | Michael            | Eddie             | Reynold         | Malcolm           | Reynold           | Andrea           | Brenda           |                 | Eddie           | Voto do Júri     | Voto do Júri    | Voto do Júri      |
| Eddie      |                      | Shamar           | Shamar           | Não votou        |                  | Laura            |                   |                   |                   |                   | Sherri             | Andrea             | Phillip           | Andrea          | Malcolm           | Sherri            | Brenda           | Erik             |                 | Dawn            |                  |                 | Cochran           |
| Erik       | Andrea               |                  |                  |                  |                  |                  | Brandon           |                   |                   |                   | Corinne            | Michael            | Phillip           | Malcolm         | Malcolm           | Eddie             | Andrea           | Eddie            |                 |                 |                  |                 | Cochran           |
| Brenda     | Andrea               |                  |                  |                  |                  |                  | Brandon           |                   |                   |                   | Corinne            | Michael            | Eddie             | Reynold         | Malcolm           | Reynold           | Andrea           | Eddie            |                 |                 |                  | Cochran         |                   |
| Andrea     | Francesca            |                  |                  |                  |                  |                  | Brandon           |                   |                   |                   | Corinne            | Michael            | Eddie             | Malcolm         | Não votou         | Reynold           | Brenda           |                  |                 |                 | Cochran          |                 |                   |
| Reynold    |                      | Shamar           | Shamar           | Shamar           |                  | Laura            |                   |                   |                   |                   | Sherri             | Andrea             | Phillip           | Andrea          | Não votou         | Erik              |                  |                  |                 | Cochran         |                  |                 |                   |
| Malcolm    | Francesca            |                  |                  |                  |                  |                  | Brandon           |                   |                   |                   | Sherri             | Reynold            | Phillip           | Andrea          | Não votou         |                   |                  |                  | Cochran         |                 |                  |                 |                   |
| Phillip    | Francesca            |                  |                  |                  |                  |                  | Brandon           | Matt              | Michael           | Julia             | Corinne            | Michael            | Malcolm           |                 |                   |                   |                  | Cochran          |                 |                 |                  |                 |                   |
| Michael    |                      | Allie            | Eddie            | Hope             |                  | Laura            |                   | Julia             | Julia             | Não votou         | Sherri             | Andrea             |                   |                 |                   |                   | Cochran          |                  |                 |                 |                  |                 |                   |
| Corinne    | Francesca            |                  |                  |                  |                  |                  | Brandon           | Matt              | Julia             | Julia             | Sherri             |                    |                   |                 |                   |                   |                  |                  |                 |                 |                  |                 |                   |
| Julia      |                      | Allie            | Hope             | Hope             |                  | Laura            |                   | Dawn              | Michael           | Não votou         |                    |                    |                   |                 |                   |                   |                  |                  |                 |                 |                  |                 |                   |
| Matt       |                      | Allie            | Eddie            | Hope             |                  | Laura            |                   | Julia             |                   |                   |                    |                    |                   |                 |                   |                   |                  |                  |                 |                 |                  |                 |                   |
| Brandon    | Andrea               |                  |                  |                  |                  |                  | Phillip           |                   |                   |                   |                    |                    |                   |                 |                   |                   |                  |                  |                 |                 |                  |                 |                   |
| Laura      |                      | Allie            | Hope             | Hope             |                  | Reynold          |                   |                   |                   |                   |                    |                    |                   |                 |                   |                   |                  |                  |                 |                 |                  |                 |                   |
| Shamar     |                      | Allie            | Eddie            | Não votou        |                  |                  |                   |                   |                   |                   |                    |                    |                   |                 |                   |                   |                  |                  |                 |                 |                  |                 |                   |
| Hope       |                      | Shamar           | Shamar           | Não votou        |                  |                  |                   |                   |                   |                   |                    |                    |                   |                 |                   |                   |                  |                  |                 |                 |                  |                 |                   |
| Allie      |                      | Shamar           |                  |                  |                  |                  |                   |                   |                   |                   |                    |                    |                   |                 |                   |                   |                  |                  |                 |                 |                  |                 |                   |
| Francesca  | Andrea               |                  |                  |                  |                  |                  |                   |                   |                   |                   |                    |                    |                   |                 |                   |                   |                  |                  |                 |                 |                  |                 |                   |